# Luna Knoester
Luna Knoester (9 augustus 2000) is een Nederlands voetbalspeelster.
Luna Knoester is begonnen met voetballen bij de vrouwenvoetbalvereniging KFC'71 uit Delft. Na het faillissement van KFC'71 in 2010 is Knoester naar buurman vv SEP vertrokken om daar bijna haar hele resterende jeugd voor te spelen.
Knoester speelde bij het beloftenteam van ADO Den Haag in de beloftencompetitie en stapte in 2020 over naar Excelsior om uit te komen in de Vrouwen Eredivisie.

## Statistieken
| Seizoen | Club      | Land      | Competitie         | Wedstrijden | Doelpunten |
| ------- | --------- | --------- | ------------------ | ----------- | ---------- |
| 2020/21 | Excelsior | Nederland | Vrouwen Eredivisie | 5           | 0          |
| Totaal  | Totaal    | Totaal    | Totaal             | 5           | 0          |

Laatste update: november 2020